# La señora joven
La señora joven es una telenovela mexicana  dirigida por Julio Castillo, producida por Pino Castellanos para Canal 8 (Televisión Independiente de México), en 1972. Fue protagonizada por Ofelia Medina y Enrique Novi antagonizada por José Gálvez y Magda Guzmán.

## Argumento
Susana es una joven maestra de escuela que se enamora de uno de sus compañeros de trabajo, Octavio Servín, pero al ver ella que su romance no llegará a ninguna parte, se aleja de él y se casa con Simón Montiel, quien también era su pretendiente. Pero ni se imagina el calvario que le espera. Laureano, el padre de Simón es un hombre machista y abusador que domina a sus hijos Simón, Maura y Bernardo con mano dura. A Susana la trata igual que a sus hijos, incluso la golpea. Simón nunca la defiende, además que su hermana Maura es una mujer muy insidiosa que espía a su cuñada todo el tiempo y revolviendo entre sus cosas encuentra unas cartas de amor de Octavio. Maura le muestra las cartas a Simón y lo convence de que su esposa lo engaña, este se enfurece, golpea a Susana y la echa de la casa. Producto de los maltratos Susana pierde al bebé que esperaba. Ella intenta rehacer su vida, vuelve a trabajar y se reencuentra con Octavio. Reanudan su romance, pero él la embaraza para después burlarse de ella y cambiarla por una mujer rica. La desesperada Susana recurre nuevamente a un arrepentido Simón y lo convence de rebelarse e independizarse de su padre. Hace pasar al niño que espera como suyo, pero cuando nace, la malvada Maura descubre que no es prematuro, por lo que en complicidad con Laureano raptan al bebé.

## Elenco
- Ofelia Medina - Susana Ricarte
- Enrique Novi - Andrés Montiel
- Luis Torner - Simón Montiel
- Gregorio Casal† - Octavio Servín
- José Gálvez† - Laureano Montiel
- Magda Guzmán† - Maura Montiel
- Manuel Rivera - Bernardo Montiel
- Rosario Granados† - Josefina Montiel
- Beatriz Aguirre† - Lucila Ricarte
- Julio Lucena† - Dr. Alberto
- María Clara Zurita - Soledad Ricarte
- Eduardo Alcaraz† - Federico Ricarte
- María Teresa Rivas† - Martha
- Julieta Bracho - Rita
- Miguel Suárez† - Porfirio Zamora
- Alma Muriel† - Luisa Padilla
- Virginia Gutiérrez - Aurora
- Pancho Müller - Ezequiel Almaraz
- Cristina Moreno - Flora
- Julia Marichal† - Coralito
- Benny Ibarra - Rodolfo